# Onthophagus laotianus
Onthophagus laotianus är en skalbaggsart som beskrevs av Antoine Boucomont 1919. Onthophagus laotianus ingår i släktet Onthophagus och familjen bladhorningar. Inga underarter finns listade i Catalogue of Life.